# 今帰仁村立今帰仁中学校
今帰仁村立今帰仁中学校（なきじんそんりつ なきじんちゅうがっこう）は、沖縄県国頭郡今帰仁村にある公立中学校。
2003年、村内の全4中学校を統合し、新生今帰仁中学校として今帰仁村仲宗根に開校した。
新生今帰仁中学校は村内全域の生徒が通っている。
兼次方面と湧川・古宇利方面には通学用バスが出ている。

## 通学区域
今帰仁村内全域

## 著名な出身者
旧・今帰仁中学校出身者も含む。
- 嘉陽宗嗣（プロボクサー）
- 平良拳太郎（プロ野球選手）
- 目取真俊（芥川賞作家）